# Lycium chilense

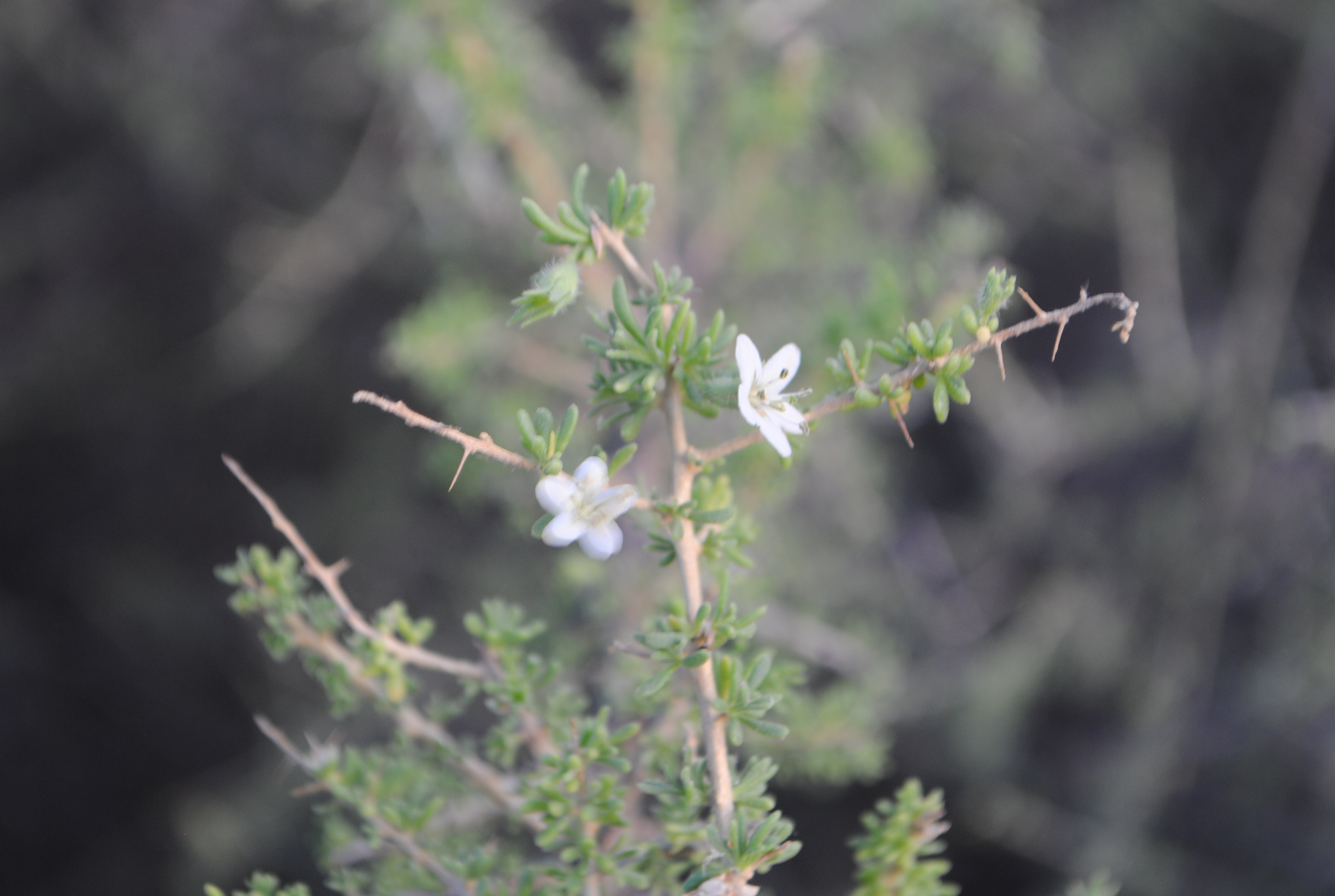
Blüten

Lycium chilense ist eine Pflanzenart aus der Gattung der Bocksdorne (Lycium) in der Familie der Nachtschattengewächse (Solanaceae).

## Beschreibung
Lycium chilense ist ein 0,5 bis 2 m hoher, aufrecht wachsender Strauch. Seine Laubblätter sind behaart, 3 bis 35 mm lang und 2 bis 8 mm breit.
Die Blüten sind zwittrig und fünfzählig. Der Kelch ist becherförmig und behaart. Die Kelchröhre ist 1,5 bis 2,5 mm lang, die Kelchzipfel sind 0,5 bis 2,5 mm lang, aber meist kürzer als die Kelchröhre. Die Krone ist trichterförmig und weiß, weißlich-gelb und weißlich-violett gefärbt. Die Kronröhre hat eine Länge von 2,5 bis 6 mm, die Kronlappen sind 3,5 bis 5 mm lang. Die Staubfäden sind behaart.
Die Frucht ist eine rote oder orange, kugelförmige bis eiförmige Beere mit einer Länge von 6 bis 8 mm und einer Breite von 4 bis 5 mm. Sie enthält je Fruchtblatt etwa fünf bis 15 Samen.
Die Chromosomenzahl beträgt 2n = 24 oder 48.

## Vorkommen
Die Art ist in Südamerika verbreitet und kommt dort in Argentinien und Chile vor. Die Standorte liegen in Höhen nahe dem Meeresspiegel und bis auf mindestens 3470 m Höhe.

## Systematik

### Innere Systematik
Innerhalb der Art werden acht Varietäten unterschieden:
- Lycium chilense var. chilense
- Lycium chilense var. vergarae (Phil.) Bernardello
- Lycium chilense var. minutifolium (J.Rémy) Terracino
- Lycium chilense var. filifolium (Miers) Bernardello
- Lycium chilense var. comberi (C.L.Hitchc.) Bernardello
- Lycium chilense var. glaberrimum Phil.
- Lycium chilense var. descolei F.A.Barkley
- Lycium chilense var. confertifolium (Miers) F.A.Barkley

### Äußere Systematik
Molekularbiologische Untersuchungen platzieren die Art als Schwesterart zu Lycium ciliatum. Beide werden in die Sektion Schistocalyx eingeordnet, die sich durch eine vergrößerte und bewimperte Basis der Staubfäden auszeichnen. Die Sektion ist damit eine der wenigen der traditionellen Systematik der Gattung, die sich durch molekularbiologische Methoden bestätigen ließ. Die Ergebnisse der Untersuchungen legen zudem nahe, dass Lycium chilense nicht monophyletisch ist, sondern Lycium ciliatum enthält.

## Nachweise

### Hauptbelege
- J.S. Miller und R.A. Levin: Lycium chilense. In: Project Lycieae